# Parasemia chiasmaphora
Parasemia chiasmaphora är en fjärilsart som beskrevs av Francois Jules Pictet de la Rive 1939. Parasemia chiasmaphora ingår i släktet Parasemia och familjen björnspinnare. Inga underarter finns listade i Catalogue of Life.